# Азійський бриль

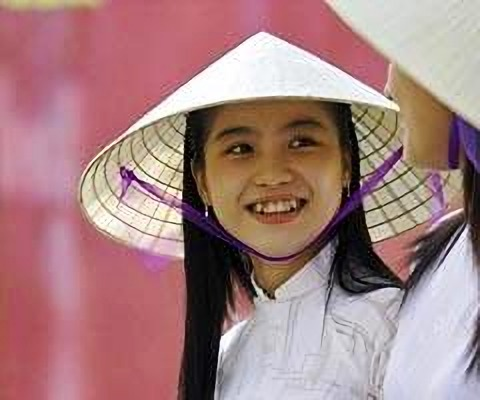
В'єтнамка у брилі

Азійський бриль — солом'яний капелюх з широкими крисами (бриль) конічної форми, поширений в країнах Східної та Південно-Східної Азії (Китаї, Кореї, Японії, В'єтнамі, Філіппінах, Малайзії, Сингапурі, Індонезії). Використовується селянами для захисту від сонця та дощу. На основі селянського азійського бриля виникли різни типи нових азійських капелюхів подібної форми, що виготовляються з тканин, паперу тощо.
Інші назви:
- Азійський конічний капелюх (англ. Asian conical hat)
- Азійський рисовий капелюх (англ. Asian rice hat)
- Селянський капелюх (англ. farmer's hat)
- Азійський клобук
- Азійський ковпак
- Східний бриль